# Старилов, Юрий Николаевич
Юрий Николаевич Старилов (род. 2 апреля 1963) — советский и российский учёный-административист, доктор юридических наук, профессор, действительный член Евразийской академии административных наук, Заслуженный деятель науки Российской Федерации (2008).
Заведующий кафедрой административного и административного процессуального права юридического факультета ВГУ (c 1998). 25 сентября  2015 года утверждён в должности декана юридического факультета ВГУ. С 2025 года является исполняющим обязанности ректора ВГУ.

## Биография
Юрий Николаевич Старилов родился 25 июня 1963 года в посёлке городского типа Первомайский Тамбовской области.
В 1981—1986 годах обучался на юридическом факультете Воронежского государственного университета.
В 1986—1989 годы — учёба в аспирантуре (научный руководитель — профессор В. С. Основин).
26 декабря 1989 года — защита кандидатской диссертации на тему «Аттестация кадров аппарата управления (на материалах аттестационной практики советских органов ЦЧЭР)» в Харьковском юридическом институте. Официальные оппоненты: доктор юридических наук В. А. Кряжков, кандидат юридических наук В. В. Богуцкий; ведущая организация — Свердловский ордена Трудового Красного Знамени юридический институт имени Р. А. Руденко.
25 апреля 1996 года состоялась защита докторской диссертации «Государственная служба в Российской Федерации: теоретико-правовое исследование» в Саратовской государственной академии права (официальные оппоненты: доктора юридических наук Д. Н. Бахрах, И. И. Веремеенко, В. М. Манохин; ведущая организация — Московский государственный институт международных отношений).
С 1998 года является членом Научно-технического Совета (НТС) Воронежского государственного университета, а также членом Научно-экспертного совета при Комитете Совета Федерации по правовым и судебным вопросам (с октября 2002 года).
В настоящее время занимает должность заведующего кафедрой административного и административного процессуального права (ранее - административного и муниципального права) юридического факультета Воронежского государственного университета.
Профессор Ю. Н. Старилов состоял в 2002—2012 годах членом комиссии, ежегодно рассматривавшей вопросы о присуждении гражданам Российской Федерации, активно занимающимся научной, политической или предпринимательской деятельностью и имеющим ярко выраженные качества современного лидера, стипендии, выдаваемой германским Фондом им. Александра фон Гумбольдта (Alexander von Humboldt-Stiftung) по программе федерального канцлера Германии.
12 апреля 2008 года «за большие заслуги в научной деятельности» присвоено почётное звание «заслуженный деятель науки Российской Федерации».
Ю. Н. Старилов — главный редактор научного журнала «Вестник Воронежского государственного университета. Серия Право», включенного ВАК Министерства образования и науки Российской Федерации в Перечень ведущих рецензируемых научных журналов и изданий, в которых должны быть опубликованы основные научные результаты диссертаций на соискание учёных степеней доктора и кандидата юридических наук. Член редколлегии журнала «Государство и право» (с 2018).
Ю. Н. Старилов — председатель созданного на базе ФГБОУ ВПО «Воронежский государственный университет» совета по защите диссертаций на соискание ученой степени кандидата наук, на соискание ученой степени доктора наук Д 212.038.04 по следующим специальностям научных работников: 12.00.09 — Уголовный процесс (юридические науки); 12.00.14 — Административное право, административный процесс (юридические науки).
14 октября 2015 года утвержден заместителем председателя объединённого диссертационного совета Приказом Министерства образования и науки Российской Федерации от 14 октября 2014 года № 1250/нк, которым принято решение о создании на базе федерального государственного автономного образовательного учреждения высшего профессионального образования «Белгородский государственный национальный исследовательский университет», федерального государственного бюджетного образовательного учреждения высшего профессионального образования «Воронежский государственный университет», федерального государственного бюджетного образовательного учреждения высшего профессионального образования «Государственный университет — учебно-научно-производственный комплекс» объединённого совета по защите диссертаций на соискание ученой степени кандидата наук, на соискание ученой степени доктора наук Д 999.044.03.
Профессор Ю. Н. Старилов состоит:
членом диссертационного совета Д 212.239.02, созданного на базе Саратовской государственной юридической академии (специальность 12.00.01 — теория и история права и государства, история правовых учений; специальность 12.00.02 — конституционное право; конституционный судебный процесс; муниципальное право; специальность 12.00.14 — административное право; административный процесс);
членом совета Д 212.015.07 по защите докторских и кандидатских диссертаций, созданного на базе Белгородского государственного национального исследовательского университета (специальность 12.00.01 — теория и история права и государства, история правовых учений; специальность 12.00.02 — конституционное право; конституционный судебный процесс; муниципальное право).
С 03 октября 2017 года член административно-правовой секции научно-консультативного совета при Верховном Суде Российской Федерации.
Владеет немецким языком.

## Научная деятельность
В научных трудах Ю. Н. Старилова отстаивается идея необходимости распространения на сферу публичного управления административно-правового регулирования, соответствующего общепризнанным демократическим стандартам современного правового государства. В качестве основных направлений достижения этой цели Ю. Н. Старилов предлагает: последовательное и плодотворное проведение административного реформирования системы отношений в области государственного и муниципального управления; формирование административного процессуального законодательства, обеспечивающего реализацию конституционно-правовых норм об основных формах осуществления судебной власти; установление нормативного правового регулирования административных процедур в сфере публичного управления; развитие служебного права (права государственной службы), совершенствование законодательства о системе и видах государственной службы; принятие законов об административных правовых актах и административных договорах.
Принимает активное участие в работе научных конференций как в разных городах России, так и за рубежом. Плодотворные научные связи установлены с учеными Белоруссии, Германии, Казахстана, Кыргызстана, Узбекистана, Украины, Японии и других стран. Наиболее тесные научные контакты и многолетняя дружба связывают Юрия Николаевича с учеными-административистами из ФРГ. Ю. Н. Старилов неоднократно проходил стажировки в Немецкой Высшей школе административных наук г. Шпайер (в настоящее время — Немецкий университет административных наук г. Шпайер). Является стипендиатом двух немецких фондов: Германской службы академических обменов (DAAD) и фонда им. Александра фон Гумбольдта (Alexander von Humboldt-Stiftung).

## Направления научной деятельности
- Разработка проблем публичного права и сравнительного правоведения;
- Реформа современного российского административного права, административного и управленческого процессов, публичной (государственной и муниципальной) службы;
- Правовые акты управления; административные процедуры;
- Судебная защита прав и свобод граждан; развитие в России административной юстиции; разработка административного процессуального законодательства; организация и функционирование административного судопроизводства.

## Награды
- Орден Дружбы (17 ноября 2022 года) — за заслуги в научно-педагогической деятельности, подготовке квалифицированных специалистов и многолетнюю добросовестную работу[8]
- Заслуженный деятель науки Российской Федерации (12 апреля 2008 года) — за большие заслуги в научной деятельности[9]